# Нерчинский Завод
Не́рчинский Заво́д — село в Восточной Сибири, административный центр Нерчинско-Заводского района Забайкальского края. Село расположено в 658 километрах к востоку-юго-востоку от Читы.

## История

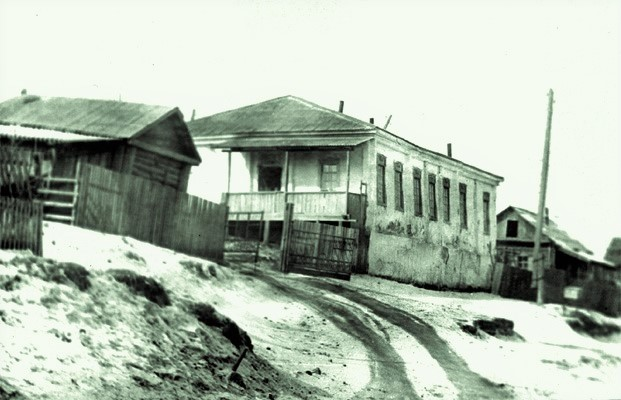
Бывший госпиталь каторжников XIX века.

Село Нерчинский Завод было основано в 1689 году. 
В 1677 году боярский сын П. Шульгин открыл месторождение Аргунских серебряных руд, расположенных в 300 километрах от Нерчинска. На этом месте воеводой И. Е. Власовым был построен Аргунский сереброплавильный завод, позднее именуемый Нерчинским Заводом. Строительство завода началось после опытных плавок. Первая плавка состоялась в 1686 году, но была неудачной.
Лишь в 1704 году на первом в России крупном месторождении серебра Алтаче на регулярной основе заработал сереброплавильный завод. Первоначально называвшийся Аргунским, через 15 лет завод был переименован в Нерченский. Спустя 7 лет, в 1726 году, своё современное название получил и населённый пункт — Нерчинский Завод. Произошло это после переезда гонозаводской администрации в село при заводе, за которым постепенно закрепилось современное название. 
Статус села, как фактической столицы огромного горнорудного края, складывался на протяжении всего 18 века. Нерчинский Завод сыграл немаловажную роль в истории России. Именно отсюда было получено первое русское серебро и золото. Кроме того, в Нерчинском Заводе многое было первым в России или в Сибири: химическая лаборатория, метеостанция, один из первых в России музеев, первая за Байкалом библиотека. В Нерчинском Заводе в 1789—1794 гг. была создана первая в России геологическая карта. Её создатели — Дорофей Лебедев и Михайло Иванов — провели в бассейне Аргуни геологическую съемку, нанесли на карту месторождения полезных ископаемых, заводы, населенные пункты, реки. 
В 1723 году в селе Нерчинский Завод открыта первая в Восточной Сибири и на Дальнем Востоке школа. В 1726 г. Нерчинский бергамт перевели в Нерчинский Завод, который стал центром горного края. В нём находились все учреждения горного округа и резиденция начальника заводов.
В 1787 году Нерчинский горный округ (вотчина российской императорской семьи в Забайкалье с центром в селе Нерчинский Завод) передан в собственность Кабинета Его Императорского Величества.
В 1826—1827 в Благодатском руднике, расположенном в 10 километрах от села Нерчинский Завод, отбывали на каторжных работах декабристы — братья Андрей и Петр Борисовы, Сергей Волконский, Василий Давыдов, Артамон Муравьёв, Евгений Оболенский, Сергей Трубецкой, Александр Якубович.
Завод был закрыт в 1853 году в связи с истощением рудников. В 1872 году село стало центром Нерчинско-Заводского округа (с 1901 — уезда). В 1913 году в селе было две церкви, базарная площадь, до десятка улиц и переулков. Из административных заведений имелось управление 4-го военного отдела ЗКВ, уездное полицейское управление, казначейство, камера мирового судьи Читинского окружного суда, таможенный пост, а также волостное и сельское управление. Кроме этого, на территории села функционировали 4 мужских и 2 женских классных училища, 18 торговых заведений, Банк Нерчинско-Заводского общества взаимного кредита, почтово-телеграфная контора, вольная аптека и приёмные покои для крестьян и для казаков.
Ежегодно в село приезжали скупщики пушнины у населения. Население села занималось ведением домашнего хозяйства, охотой. Мануфактурно-промышленное производство было предствалено пивоваренным, тремя кожевенными, свечным, мыловаренным заводами, а также тремя мукомольными мельницами.

## Население
В 1913 году в селе проживало около 5000 душ мужского и женского пола. Население православное, несколько семей евреев и магометан.
| 1897  | 1939  | 1959  | 1979  | 1989  | 2002  |
| ----- | ----- | ----- | ----- | ----- | ----- |
| 3663  | ↗4219 | ↘3656 | ↘3243 | ↗3845 | ↘3149 |
| 2010  | 2012  | 2013  | 2014  | 2015  | 2016  |
| ↘2842 | ↘2777 | ↘2705 | ↘2680 | ↘2600 | ↘2569 |
| 2017  | 2018  | 2019  | 2020  | 2021  |       |
| ↘2528 | ↘2500 | ↘2436 | ↘2409 | ↘2327 |       |

## Климат
Климат резко континентальный с муссонными чертами.
| Климат Нерчинского Завода | Климат Нерчинского Завода | Климат Нерчинского Завода | Климат Нерчинского Завода | Климат Нерчинского Завода | Климат Нерчинского Завода | Климат Нерчинского Завода | Климат Нерчинского Завода | Климат Нерчинского Завода | Климат Нерчинского Завода | Климат Нерчинского Завода | Климат Нерчинского Завода | Климат Нерчинского Завода | Климат Нерчинского Завода |
| Месяц                     | Янв                       | Фев                       | Мар                       | Апр                       | Май                       | Июн                       | Июл                       | Авг                       | Сен                       | Окт                       | Ноя                       | Дек                       | Год                       |
| Ср. температура           | −28,8 °C                  | −23,6 °C                  | −12,7 °C                  | 0,0 °C                    | 8,6 °C                    | 15,5 °C                   | 18,7 °C                   | 15,7 °C                   | 8,7 °C                    | −1,1 °C                   | −15,2 °C                  | −25,9 °C                  | −3,2 °C                   |
| ------------------------- | ------------------------- | ------------------------- | ------------------------- | ------------------------- | ------------------------- | ------------------------- | ------------------------- | ------------------------- | ------------------------- | ------------------------- | ------------------------- | ------------------------- | ------------------------- |
| Осадки, мм                | 3,9                       | 3,5                       | 6,7                       | 16,9                      | 29,1                      | 66,3                      | 113,3                     | 99,7                      | 49,9                      | 12,3                      | 10,3                      | 6,0                       | 416,2                     |

| Солнечное сияние за 2009—2018 гг, часов за месяц. | Солнечное сияние за 2009—2018 гг, часов за месяц. | Солнечное сияние за 2009—2018 гг, часов за месяц. | Солнечное сияние за 2009—2018 гг, часов за месяц. | Солнечное сияние за 2009—2018 гг, часов за месяц. | Солнечное сияние за 2009—2018 гг, часов за месяц. | Солнечное сияние за 2009—2018 гг, часов за месяц. | Солнечное сияние за 2009—2018 гг, часов за месяц. | Солнечное сияние за 2009—2018 гг, часов за месяц. | Солнечное сияние за 2009—2018 гг, часов за месяц. | Солнечное сияние за 2009—2018 гг, часов за месяц. | Солнечное сияние за 2009—2018 гг, часов за месяц. | Солнечное сияние за 2009—2018 гг, часов за месяц. | Солнечное сияние за 2009—2018 гг, часов за месяц. |
| Месяц                                             | Янв                                               | Фев                                               | Мар                                               | Апр                                               | Май                                               | Июн                                               | Июл                                               | Авг                                               | Сен                                               | Окт                                               | Ноя                                               | Дек                                               | Год                                               |
| Солнечное сияние, ч                               | 151.6                                             | 192.1                                             | 253.5                                             | 265.6                                             | 270.8                                             | 293.9                                             | 261.3                                             | 236.0                                             | 217.0                                             | 201.1                                             | 144.1                                             | 122.8                                             | 2609.8                                            |
| ------------------------------------------------- | ------------------------------------------------- | ------------------------------------------------- | ------------------------------------------------- | ------------------------------------------------- | ------------------------------------------------- | ------------------------------------------------- | ------------------------------------------------- | ------------------------------------------------- | ------------------------------------------------- | ------------------------------------------------- | ------------------------------------------------- | ------------------------------------------------- | ------------------------------------------------- |